# Theodor de Bry

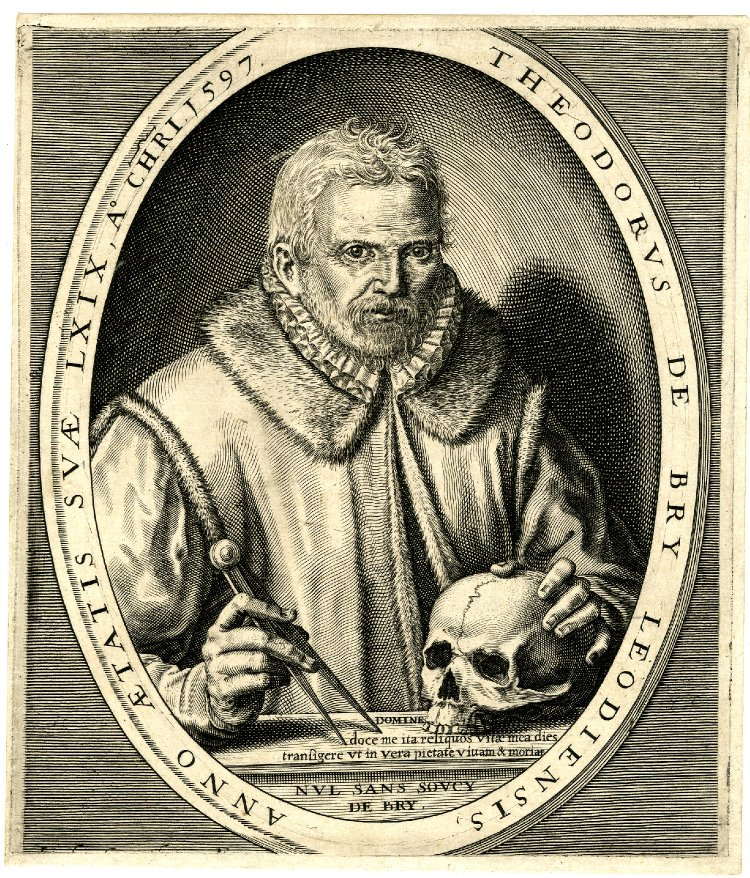
Retrato de Theodor de Bry, a la edad de 69 años, según un grabado realizado por él mismo.

Johann Theodorus de Bry, o Theodoricus, Theodorus o Thierry de Bry (Lieja, ca. 1528-Fráncfort, 27 de marzo de 1598), fue un orfebre, grabador, autor, coautor y editor de libros ocultistas y de historia de América. Incursionó también en la cartografía. Originario del Principado de Lieja, nació en la ciudad de Lieja, residió y se casó en Estrasburgo, se estableció en Fráncfort y visitó Amberes y Londres. Usualmente se le reconoce por una serie de piezas grabadas que representarían una variedad de crímenes cometidos por tropas imperiales españolas en América, pese a que la totalidad de estas no se correspondan con los hechos ni representen la historia de la conquista. Pero fue lo suficientemente famosos para ayudar en el desarrollo de una Historiografía negativa contra el Papado (que era el símbolo del catolicismo) y a España (principales defensores de la iglesia en las Guerras religiosas europeas), en el que para los relatos del Nuevo Mundo, se retrataba a los españoles como motivados únicamente por el oro y no por la Religión.
Al fallecer en 1598, sus dos hijos prosiguieron la misión de su empresa, sobre todo Johann Theodor de Bry (1561-1623) con su yerno Matías Merian (1593-1650). A su vez, autores calvinistas como Francis Fletcher, Jean Laët, William Coppier, Thomas Gage,Vincent de Blanc, Alexander Olivier Exmelin,y Francis Froger se sumaron a la colaboración con tal de consolidar la imagen del catolicismo como fuente de barbarie y a la Corona española como instrumento satánico de opresión.

## Biografía

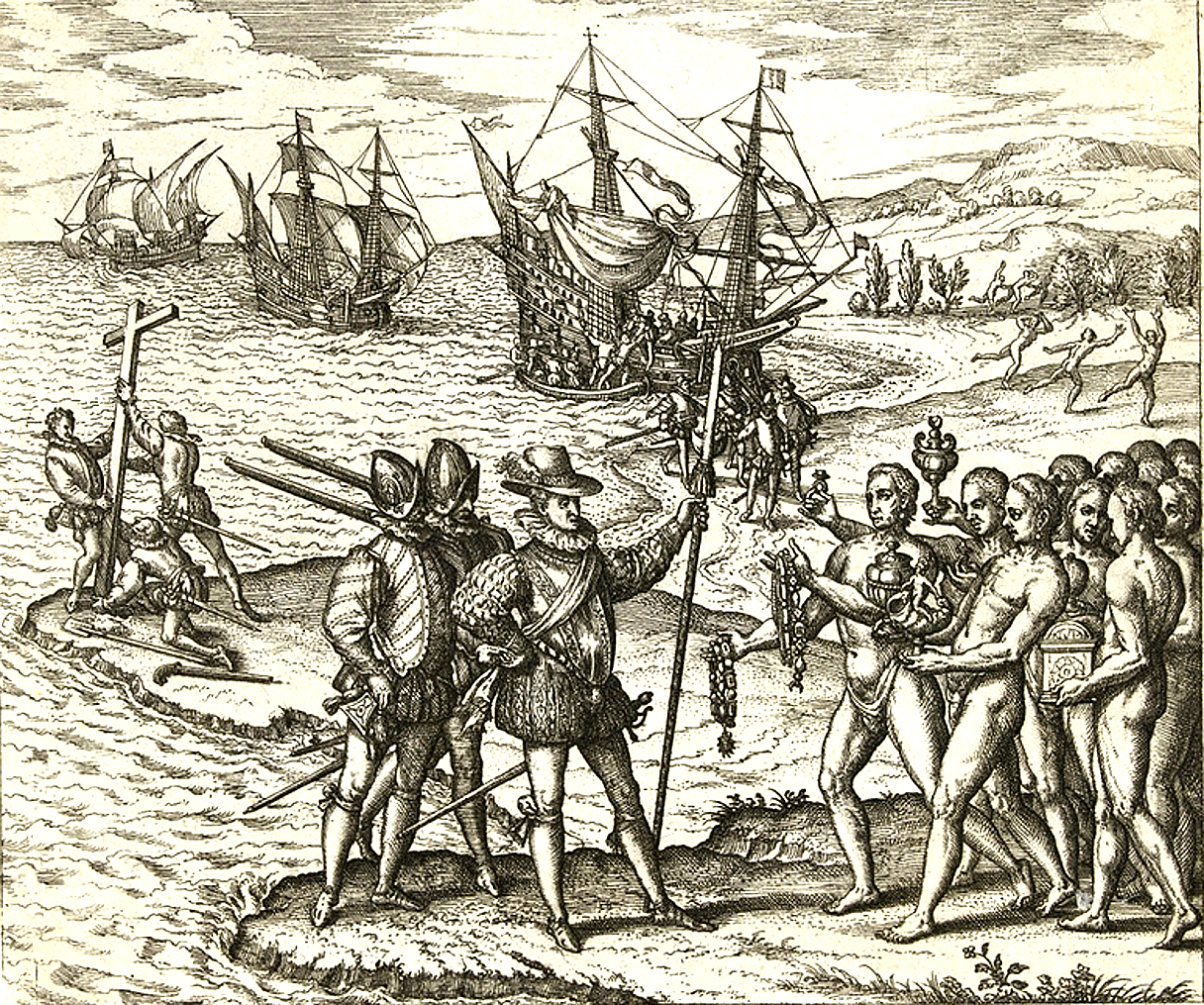
Primer desembarco de Colón. Guanahani 12 de octubre de 1492. Grabado de Theodor de Bry.

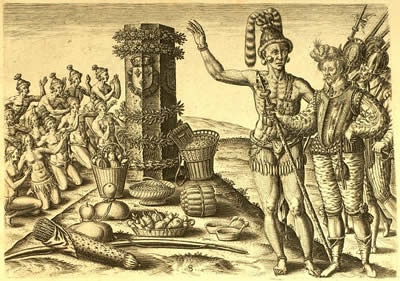
Grabado de Theodor de Bry, sobre la base de dibujos de Jacques Le Moyne de Morgues, que representa un «miliario o miliarium» colocado por Jean Ribault. De Bry lo tituló Columnam á præfecto prima navigationes locatam venerantur Floridenses (præfecto era el equivalente al adelantado español).

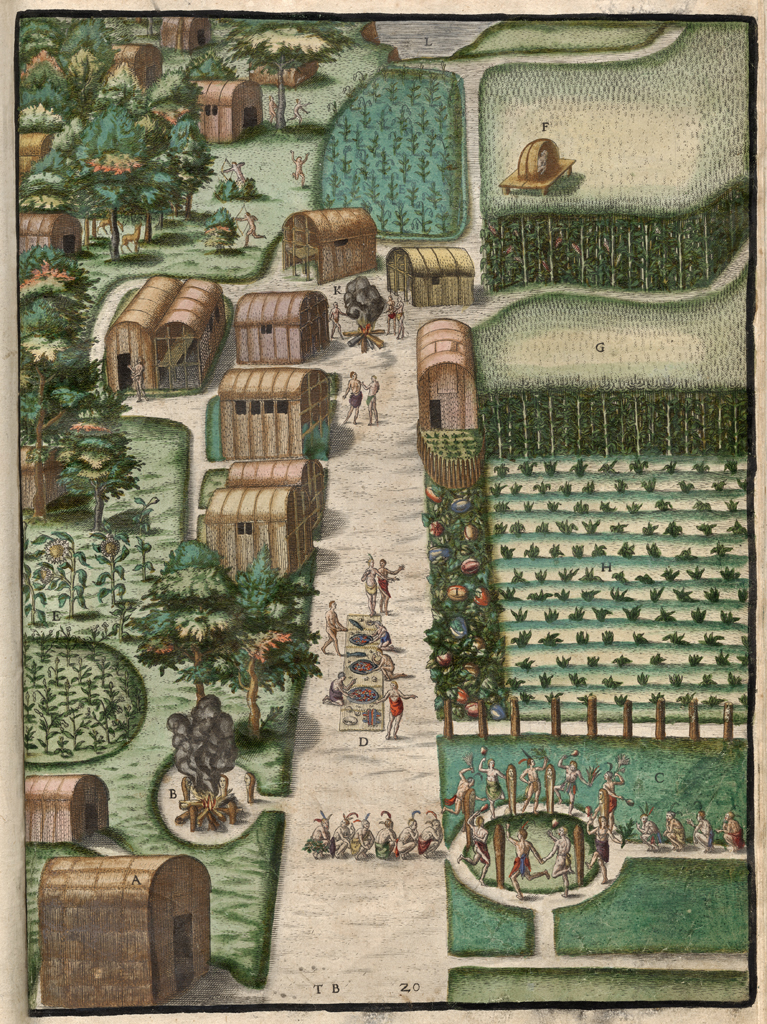
Un grabado editado por de Bry alusivo a la arquitectura y sociología de las poblaciones amerindias de la costa noratlántica con replanteo «ortogonal» alusivo o evocador de villas de Europa.

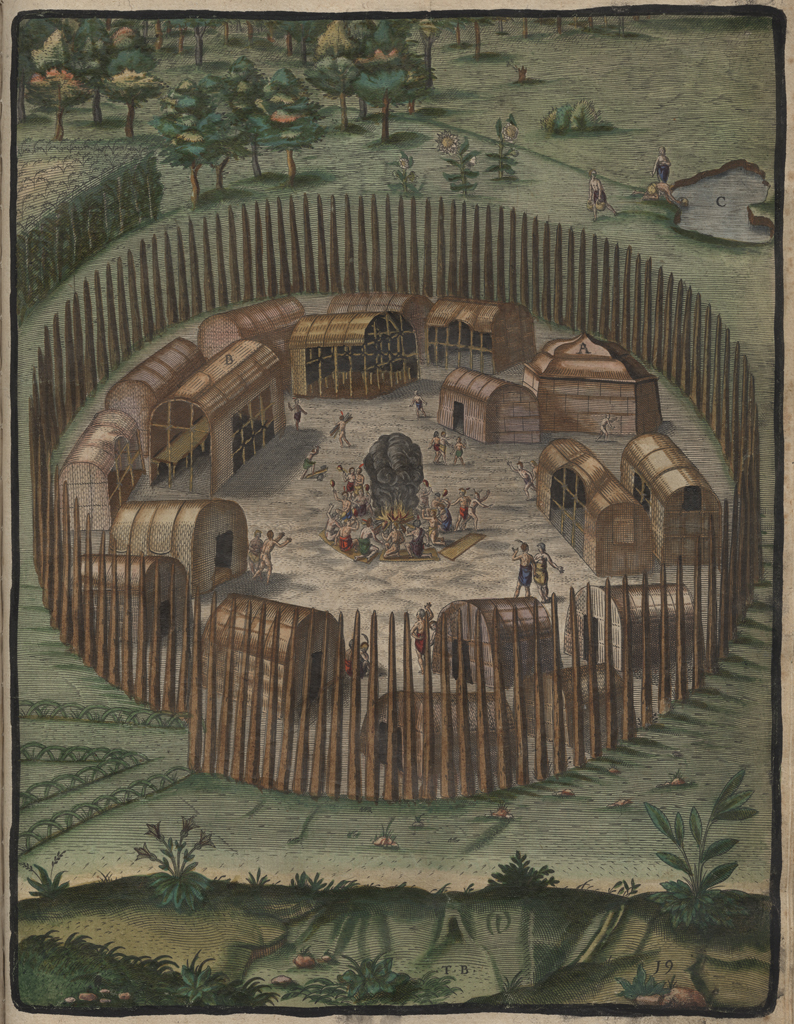
Grabado editado por Bry representando la arquitectura de las poblaciones típicas de los indígenas equipada con empalizada defensiva histórico tradicional. Desde «la Florida» hasta la «colonia de Virginia» era culturalmente frecuente en amerindios de Norteamérica, del centro y de la costa noratlántica.

La familia De Bry tiene raíces antiguas en el oficio de la orfebrería. Los De Bry se implantan en el Principado de Lieja con Thiry de Bry «el Viejo», el abuelo de Theodor. Este nació en Lieja en 1528. Su primer o más probable maestro de oficio se cree que fue su propio padre, el orfebre Thiry de Bry «el Joven». Las razones que le llevaron a abandonar Lieja por Estrasburgo son bastante controvertidas.
Los primeros autores hacen hincapié en la adhesión a la religión reformada, decían que habría sido declarado culpable de herejía, despojado de todos sus bienes y desterrado de la ciudad en 1570. En la actualidad, la tendencia es más bien a considerar esto como poco probable, ya que estaba instalado en Estrasburgo en 1560 mucho antes de la prohibición.
Estrasburgo era entonces una ciudad próspera y que alcanzaría una gran reputación artística al acoger a muchos artistas que huían de las guerras de religión de Francia. Estos encontrarían en Estrasburgo una ciudad floreciente, en particular para las áreas de la orfebrería y el grabado.
Estableció su casa en Estrasburgo, registrándose bajo el falso nombre de Dieterich Brey (Breey o Brey, ciudad cercana a Lieja y a la diócesis Leodiensis). Theodor de Bry se casó en Estrasburgo con Catherine Esslinger, con la que tuvo tres hijos:
- Johann Theodor de Bry (Estrasburgo, 1561)
- Jean-Israel de Bry (Estrasburgo, 1565)
- Jean-Jacques de Bry (1566).

### Viaje a Londres y establecimiento en Fráncfort
En 1570, tras la muerte de su esposa Catherine Esslinger, Theodor de Bry se casa nuevamente en Fráncfort, el 28 de febrero de 1570, con Catalina Rötlinger, hija del orfebre Hans Rötlinger. Theodor se queda en Londres entre 1587 y 1588 antes de establecerse de manera permanente en Fráncfort. El 29 de octubre de 1588, solicitó avecindarse en Fráncfort y fue aceptado el 9 de febrero de 1591.
En abril de ese año, después de recibir una doble herencia (madrastra y hermanastro), Theodor de Bry compró una casa en Fráncfort. En 1594, dos de sus hijos van a trabajar con él en el taller de grabado, imprenta y editorial de libros que había fundado en Fráncfort.

## Línea editorialde Bry
Bajo la firma de Bry se publicaron directamente cerca de doscientos libros, incluyendo una famosa serie de obras ilustradas de las Américas (con diseños y grabados hechos por el mismo), el libro de los emblemas, y las obras de alquimia de Robert Fludd y Michael Maier. Sus planchas de grabado se usaron en otras ediciones.
Theodor de Bry fue un pseudohistoriador del descubrimiento de América y uno de los fabricantes iniciales más prolíficos de las leyendas negra y blanca, respectivamente. Ambas se elaboraban y fomentaban desde sus numerosas ediciones de libros, que dedicaba a sus reyes y a otros nobles alternando las ediciones de ocultismo con las de pseudohistoria, que en ocasiones apoyaba coeditando junto a diferentes personajes de cierta popularidad, celebridad o competencia técnico formal de su época, a fin de dotar e imbuir sus libros de la verosimilitud inherente al prestigio de estos, tales como Carolus Clusius o el ilustrador Jacques Le Moyne de Morgues, miembro de la expedición de Jean Ribault, de donde obtenía informes, relatos, dibujos y motivos para sus grabados de amerindios del norte, o Thomas Harriot, científico inglés, etnólogo, embarcado como técnico del corsario Walter Raleigh, este último, cliente de los dibujos de Le Moyne.
También coeditaba con un elenco de otros colaboradores afines que formaban su entorno editorial, tales como sus hijos. La «leyenda negra escrita por él como guionista» se dedicó a España y a la Iglesia católica. Como devoto protestante Calvinista, su objetivo siempre fue desprestigiar a los católicos en donde se mostrasen prósperos (como los Reinos de Indias), aunado a un sentir proto-nacionalista como simpatizante de la causa holandesa contra España en la Guerra de los 80 años. La leyenda blanca se dispuso entonces al servicio de Inglaterra y de sus aliados con bandera de conveniencia para América, tales como Francia y Holanda. La forja de la «leyenda blanca» la acentuó en el entorno histórico de la época de fundación de la «colonia de Virginia», fundada por Raleigh, o con John White (Virginia Dare), líder que aparece en calidad de coautor en la portada de sus libros.
En sus múltiples ediciones dedicadas al Nuevo Mundo, trató de forma muy distinta a los amerindios en el entorno de las aspiraciones políticas de Inglaterra y sus aliados en la «causa» del «Nuevo Mundo» (los de la América del norte o costa atlántica del norte o de Virginia) y a los del ámbito de España, estos eran dibujados como cuasi demonios junto a los españoles, tal con uñas demoníacas, y que entre otros muchos rasgos de esta índole incluían el canibalismo habitual, cultural o costumbrista.

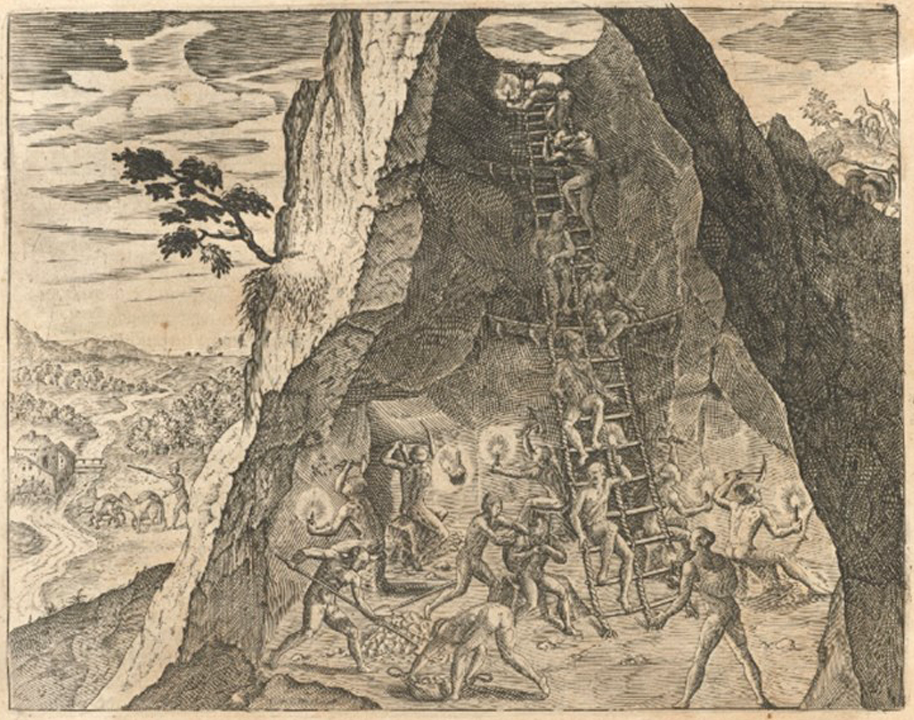
Grabado de Theodor de Bry (1590), sobre la base de relatos de José de Acosta, que representa el trabajo minero de indígenas en el cerro de Potosí.

En contraste, los indígenas de «la Virginia» o del ámbito de «la Florida» se representaban en sus grabados con fisonomía y rasgos costumbristas marcadamente europeos, poblaciones indias muy ordenadas, al estilo geométrico u ortogonal europeo, y dibujaba a britanos con los típicos tatuajes amerindios de piel, de gran significado sociocultural en toda Amerindia (del ingl. Amerindian), de forma que evocaran al público una analogía mítico/mística clara con los de las antiguas tribus de pictos ('los pintados' o tatuados) o britanos de Inglaterra. En sus grabados, los indígenas de «la Virginia» comían tradicionalmente grandes pescados frescos mientras que los del ámbito de España o de «la Florida», cocinados en un mismo acto, comían perros, serpientes, cocodrilos y toda clase de alimañas.
Los autores de la editorial escribían partiendo ya con una ideología previa, en tanto que eran conscientes de los diversos autores españoles «americanos», que sin embargo, los interpolan y falsifican para conveniencia de la narrativa. También se supo que se inspiraron de las reproducciones, anteriormente aparecidas por Ricard Verstegar, sobre los crímenes realizados por los calvinistas hugonotes de Francia hacia los católicos, incluso haciendo calcas de estas y mostrarlas como españolas.

## La difusión de grabados
Uno de los colaboradores afines a De Bry, Girolamo Benzoni, viajó a las posesiones españolas en el Nuevo Mundo en 1541 y publicó su historia de las «Indias occidentales españolas» en 1565. Su texto, libremente adaptado de otras obras, se hizo famoso por su acusación de los españoles. Fue rápidamente traducido al latín, francés, alemán y holandés. Con eso ayudó a difundir la leyenda negra.
En 1583, año de la fundación de la «colonia de la Virginia», se hacía la primera traducción al inglés de la obra de Bartolomé de las Casas, Brevísima relación de la destrucción de las Indias, con el título de The Spanish Colonie e ilustrada con los grabados de la editorial de De Bry. Esta edición provenía de la francesa, publicada en Amberes en 1579, que a su vez era una traducción de 1552 de la Brevísima. La alemana en 1597 y la latina de 1598 fueron igualmente ilustradas con las planchas de Theodor de Bry. Esta obra de Las Casas se reeditó nuevamente en inglés con los grabados de la editorial de De Bry en 1656, compuesta por un sobrino de Oliver Cromwell con el título Las lágrimas de los indios: un relato histórico y verdadero de las crueles masacres y matanzas de más de veinte millones de personas inocentes, cometidas por los españoles, Londres: JC de Nath. Brooke, 1656. Estaba destinada, en parte, a justificar la conquista militar británica de la Jamaica española durante la Guerra anglo-española (1655-1660).
Sus grabados fueron tan exitosos en la Europa del Renacimiento, que "contribuyeron centralmente a devolver la imagen poética cristiana y humanista del Noble Salvaje" y serían reverenciadas en la cultura liberal y anticlerical del Siglo de las Luces, sobre todo con el Mito del buen salvaje y las críticas de un aparente Oscurantismo social producto del catolicismo, con la Decadencia española como supuesta prueba empírica, mientras se alababa la civilizada, pura y respetuosa sociedad anglosajona y protestante. Siendo así que su narrativa sobre la crueldad española se convertirían en tropos esenciales para la historiografía protestante y la ilustrada, siendo continuada en tiempos contemporáneos por corrientes positivistas y románticas, al relatar la conquista española de América.

## Las seriesGrandesyPequeños viajes
Entre 1590 y 1634, la editorial de Bry, publicará desde Fráncfort la serie de los «Viajes», dividida en dos series, la primera «Grandes» y la segunda «Pequeños» viajes. La primera es una serie de entre doce y catorce «relatos verídicos» de las expediciones a América Norte y de diversos relatos imbricados sobre la América española. En su mayoría, sus fuentes provenían de Piratas que fueron contratados por Estados Protestantes (como Francis Drake) o algunos memoriales de españoles (como Bartolomé de las Casas) distorsionados, además de comentarios de traductores como el hugonote francés Urbain Chauveton.

### La serieGrandes viajesoAmérica
De la serie Grandes viajes o serie América se hicieron tres ediciones simultáneas de esta obra, latina, alemana y francesa, perteneciendo a la latina catorce partes. Theodor de Bry, grabador y editor de la obra hasta 1598, falleció el 27 de marzo de este año y fue sustituido por su viuda e hijos, Juan Israel y Juan Theodoro, hasta 1611 y 1623, respectivamente. A partir de esta fecha los yernos de Theodor, Matthieu Merian y Guillaume Fitzer, se dividieron el trabajo, haciéndose cargo el primero de los Grandes viajes y el segundo de los Pequeños.
- Primera serie. — Peregrinationes in Indiam occidentalem.

Volumen 1: Admiranda narratio fida tamen de commodis e incolarum ritibus Virginiae, Frankfurt, 1590. Este volumen fue la oferta inicial en la serie de Bry «Américas». La narración es de Thomas Hariot y las ilustraciones de John White, ambos eran miembros de la malograda colonia de Sir Walter Raleigh en Roanoke, un primer intento para reclamar Virginia para el inglés. Las acuarelas de White sobrevivieron al fracaso colonial, y los grabados de De Bry hicieron sus imágenes comunes en toda Europa. Los indios de John White, interpretación de De Bry, son notables por sus poses, cuidadas y estudiadas, como figuras de un ballet.

## Grabados

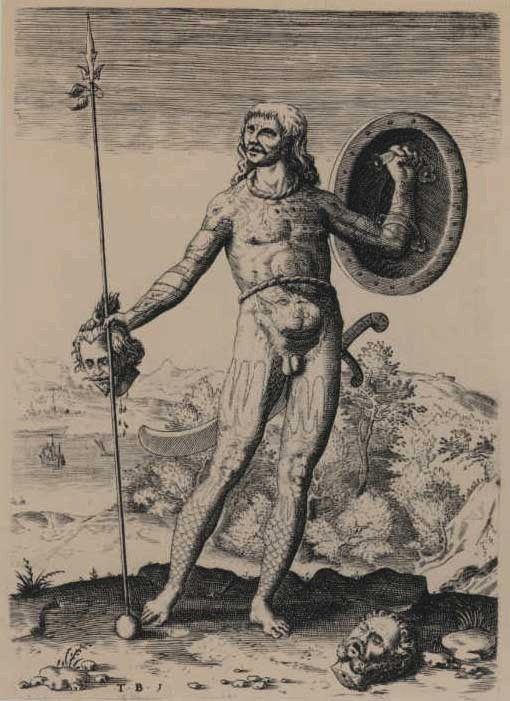
Guerrero céltico, britano o picto, por De Bry, alusivo de Nueva Britania, émula de Nueva España y de las otras «Nuevas».
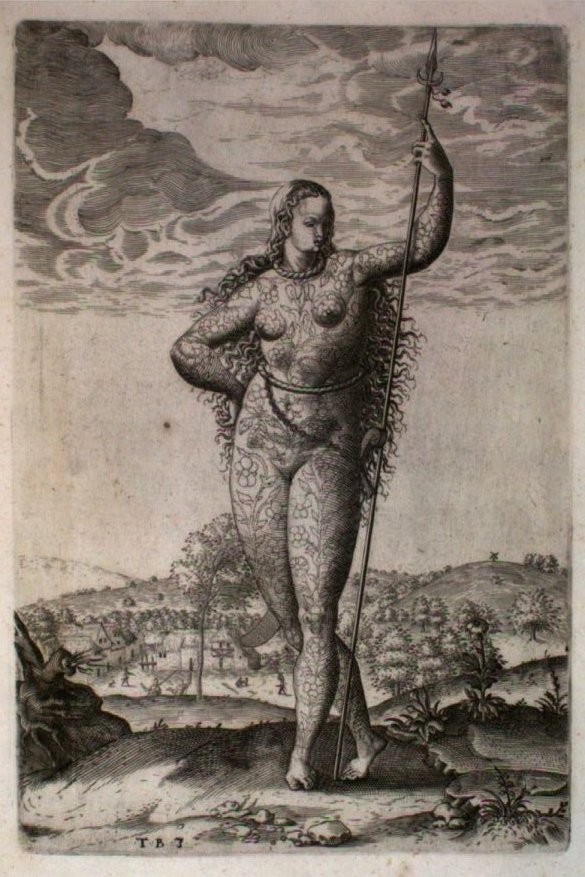
Mujer guerrera picta, por De Bry, alusiva a una virgen picta o a la Virginia. Este era el apelativo de Isabel I de Inglaterra.
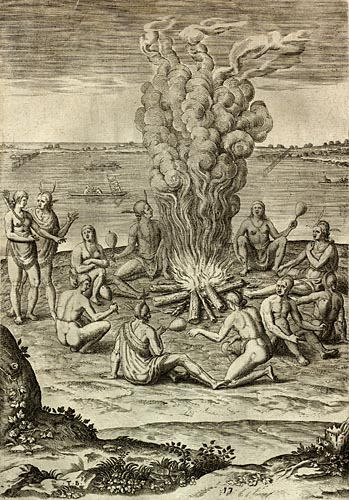
Indios de Virginia contactados por John White según la interpretación de Theodor de Bry.
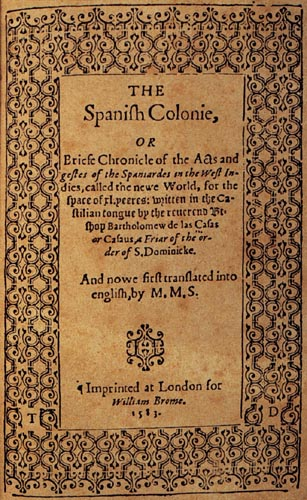
La primera traducción al inglés de Las Casas, The Spanish Colonie, Londres: William Brome, 1583.

## Ediciones
- Bry, Theodor de (1528–1598), Admiranda narratio fida tamen de commodis et incolarum ritibus Virgini... / anglico scripta sermone à Thoma Hariot...; nunc autem primum latio donata a C.C.A. Editorial: Francoforti ad Moenum: typis Ioannis Wecheli, sumtibus vero Theodor de Bry: venales reperiuntur in Officina Sigismundi Feirabendii, 1590.
- Benzoni, Girolamo, Americae pars quarta: sive insignis et admiranda historia de reperta primum Occidentali India a Christophoro Columbo anno MCCCCXCII / scripta a Hieronymo Benzono Mediolanense, qui istic annis XIIII. versatus, diligenter omnia observavit; Addita ad singula ferè capita, non contemnenda scholia, in quibus agitur de earum etiam gentium idololatria; Accessit praeterea illarum regionum tabula chorographica; omnia elegantibus figuris in aes incisis expressa a Theodoro de Bry Leodiense cive Francofurtensi, anno M D XCIIII. Editorial: [Francofurti]: [Theodor de Bry], [1594].
- Benzoni, Girolamo, Americae pars sexta: sive Historiae ab Hieronymo Benzono Mediolanense scriptae, sectio tertia: res non minus nobiles & admiratione plenas continens, quam praecedentes duae: In hac enim reperies, qua ratione Hispani opulentissimas illas Peruani regni provincias occuparint, capto rege Atabaliba... Additus est brevis de Fortunatis Insulis commentariolus in duo capita distinctus. Item additiones ad singula capita historiam illustrantes. Accessit Peruani regni chorographica tabula... / Omnia elegantibus figuris in aes incisis expressa à Theodoro de Bry Leod. cive autem Francofurtense, anno MDXCVI. Editorial:	[Francofurti: Theodor de Bry, 1596].
- Boissard, Jean Jacques (1528–1602), IIII Pars Antiquitatum romanarum siue II tomus inscriptionum [et] monumentorum quae Romae in saxis [et] marmoribus visuntur / autore I.I. Boissardo...; Theodoro de Brij ... recens in are efficta, et foras data. Francf[orti]: [Theodor de Bry], 1598.
- Boissard, Jean Jacques (1528–1602), V Pars Antiquitatum romanarum siue III tomus inscriptionum [et] monumentorum, quae Romae in saxis [et] marmoribus visuntur / autore I.I. Boissardo...; Theodori de Brij relictis filijs recens in aere efficta foras data. Francf[orti]: [Theodor de Bry], 1600.
- Boissard, Jean Jacques (1528–1602), VI Pars Antiquitatum romanarum siue IIII tomus inscriptionum [et] monumentorum, quae Romae in saxis [et] marmoribus visuntur / autore I.I. Boissardo...; Theodori de Brij relictis filijs recens in aere efficta foras data. Francf[orti]: [Theodor de Bry], 1602.
- Benzoni, Girolamo, Americae pars quinta: Nobilis & admiratione plena Hieronymi Bezoni Mediolanensis, secundae sectionis Hia. Hispanorum, tum in Nigrittas seruos suos, tum in Indos crudelitatem, Gallorumque piratarum de Hispanis toties reportata spolia; aduentum item Hispanorum in Nouam Indiae continentis Hispaniam, eorumque contra incolas eius regionis saeuitiam explicans. Addita ad singula fere capita scholia, in quibus res Indiae luculenter exponuntur. Accessit praeterea tabula chorographica Nouae Hispaniae in India Occidentali. ... / Omnia elegantibus figuris in aes incisis expressa à Theodoro de Bry Leod. ciue Franc., anno MDXCV. [Francofurti]: [Haeredes Theodor de Bry?], [1617?].
- Fludd, Robert (1574–1637), Veritatis proscenium: in quo aulaeum erroris tragicum dimovetur, siparium ignorantiae scenicum complicatur, ipsaque veritas a suo ministro in publicum producitur, seu Demonstratio quaedam analytica ... / authore Roberto Fludd. Francofurti: typis Erasmi Kempfferi: sumptibus Joan. Theodor. de Bry, 1621.
- Fludd, Robert (1574–1637), Monochordum mundi symphoniacum, seu Replicatio Roberti Flud, alias de Fluctibus ... ad Apologiam ... Ioannis Kepleri, aduersus Demonstrationem suam analyticam, nuperrime editam, in qua Robertus validioribus Ioannis obiectionibus, Harmoniae suae legi repugnantibus, comiter respondere aggreditur. Francofurti: typis Erasmi Kempferi: sumptibus Ioan. Theodor. de Bry, 1623.
- Fludd, Robert (1574–1637), Sectionis primae portio tertia, De anatomía triplici in tres partes diuisa, quarum priori, panis, nutrimentum facile princeps, ignis acie dissecatur, eius elementa, occultaeque eorum proprietates discutiuntur; duabus sequentibus homo, nutritu dignitate praecellentissimum, sectione Anatomiae bifaria, videlicet vel vulgari seu visibili, mystica seu inuisibili diuiditur /authore Roberto Fludd, alias Fluctibus. Francofurti: ex typographia Erasmi Kempfferi: sumptibus Ioan. Theodor. de Bry, 1623.